# Parapimpla rhenana
Parapimpla rhenana är en stekelart som beskrevs av Théobald 1937. Parapimpla rhenana ingår i släktet Parapimpla och familjen brokparasitsteklar. Inga underarter finns listade i Catalogue of Life.